# Per Jonas Nordell
Per Jonas Nordell, född 8 maj 1966 i Stockholm, död 26 maj 2025, var en svensk jurist.
Nordell installerades som professor i rättsvetenskap vid Handelshögskolan i Stockholm den 1 juni 2007. Han gick senare över till den juridiska institutionen vid Stockholms universitet, där han var professor i civilrätt.
Nordell skrev bland annat böcker inom immaterialrätt och marknadsrätt.